# Lorentz Sundström
Lorentz (Lorens) Sundström, född i oktober 1737 eller 1733, död 14 juli 1776 i Lillsved, Värmdö socken, Stockholms län, var en svensk dekorationsmålare och hovmålare.
Han var son till skomakaren Lars Sundström och gift med Susanna Christina Forssberg samt halvbror till bildhuggaren Anders Larsson Sundström. Han var ursprungligen hantverksmålare och finns omnämnd som lärling till Johan Pasch  1760. Av bevarade dokument vet man att han var anställd som målare vid återuppbyggnaden av den nedbrunna Drottningholmsteatern och att han där utförde kvalificerade målningsarbeten. När teatern återinvigdes 1766 spelades tragedibaletten Psyché av Molière, Corneille och Quinault och av bevarade skisser kan man anta att Sundström även svarade för dekormålningen. Av handlingarna framgår att Sundström 1769 målade Kina slotts exteriör och att han 1771 bidrog med dekorationsarbeten i förbindelse med Adolf Fredriks bisättning i Riddarholmskyrkan samt att han 1772 var medarbetare vid dekorationsuppdragen inför Gustaf III:s kröning 1772. Från 1773 fram till sin död var han anlitad som dekorationsmålare vid Kungliga teatern i Bollhuset där han bland annat utförde dekorationerna till teaterns invigningspjäs Thetis och Pelée som uppfördes i januari 1773. Ett dekorationsutkast finns bevarat på Drottningholms teatermuseum som återger ett palatsgalleri och är med en viss tvekan tillskriven Sundström och man antar att han är konstnären bakom gouachen Klippgrotta som ingår i Nationalmuseums.